# 西北青年劳动营
西北青年劳动营是抗日战争时期国民政府军事委员会天水行营设立的一个劳改集中营。

## 历史
西北青年劳动营前身为1939年8月在咸阳棉花打包厂成立的“国民政府军事委员会战时工作干部训练团第四团（简称“战干四团”，蒋介石兼团长，胡宗南兼教育长，葛武棨任副教育长）特训总队”，由胡宗南直接领导。受训青年八百多人，都是胡宗南系统的特务、宪兵拦下来扣押的赴延安（陕甘宁边区）的高中程度以上的青年学生，其中不仅有大学生，还有留学生，归国华侨青年。
- 总队长萧作霖中将
- 总队副为胡长怡少将
- 教务组：徐天春上校
- 政治组：黄震遐上校（胡宗南亲信）
- 总务组
- 军需室
- 会计室
- 医务室
- 第一大队：大队长刘如心
- 第二大队：大队长陈克中
- 女生区队

1939年到1942年，胡宗南的亲信刘大钧，以西安战干四团名义，在咸阳、耀县、铜川等地设立“青年招待站”，专门扣留赴延安的亲共青年学生，送战干四团特训，确切数字无法统计。
1939年10月奉蒋介石电令，改名为“军事委员会天水行营西北青年劳动营”，简称“西北劳动营”。1940年2月本部迁至西安西关飞机场北边，占地六、七百亩，3米多高的围墙，墙头上有铁刺网，墙外有又宽又深的壕沟，建有碉堡，昼夜武装看守巡逻。羁押3000余人。据1944年谷正鼎在汇报报告书上说，从1939年到1943年期间，仅在交口、碑亭、黄陵、耀县、三原、永乐店、咸阳等盘查站被截扣赴延安的男女青年就有2100多人（还不包括胡宗南系统的特务、宪兵扣留人数)，送到咸阳战干四团特训总队和西北青年劳动营劳改。从延安出来中途被秘捕的抗日青年为数秘密。1944年改名为“青年军西北训练总队”。抗战胜利后结束。

## 机构、人员
1939年至1945年间的机构、人员：
- 主任胡宗南（兼，1939-1940）/周士冕（1940-1942）/谷正鼎（天水行营政治部主任兼，1942-1944）
- 副主任何浩若（留美学生，原任河南省财政厅长，其后曾任军事委员会物资局长及国家总动员会秘书长）
- 教育长：萧作霖中将/蒋坚忍（国民政府军事委员会陕西省军队组训民众动员总指挥部组训处长兼商、同区指挥部副指挥官调任）
- 副教育长：淦克超（留美学生）
- 三青团直属区团部：书记淦克超
- 总务处：辖3个科、医务所、练习队
- 经理科：辖补给股、会计股
- 教务处：政治教育科、职业教育科、事务科、党团活动科、社会调查科
- 张涤非、段念兹主编反共刊物《文化导报》
- 总队部：总队长刘心如
  - 第一大队：大队长张镇嵩
  - 第二大队：大队长副熊翔
- 洛阳独立劳动第一大队：大队长王汝泮（三青团河南省支团干事长兼任）约四百余人
- 兰州独立劳动第二大队：大队长陈克中（在宁夏当过多年的省党部委员）约二百余人
- 1个直属女生区队